# Синфайнш (район)
Синфа́йнш (порт. Cinfães) — район (фрегезия) в Португалии, входит в округ Визеу. Является составной частью муниципалитета Синфайнш. По старому административному делению[какому?] входил в провинцию Дору-Литорал. Входит в экономико-статистический субрегион Тамега, который входит в Северный регион. Население составляет 3290 человек на 2001 год. Занимает площадь 25,18 км².